# Mohammad Saidikiá
Mohammad Saidikiá (n. Ispahán, 1946) es un político iraní, ministro en distintos gabinetes posteriores a la revolución de 1979, siendo el último de sus ministerios el de Vivienda y Urbanismo entre 2005 y 2009, bajo la presidencia de Mahmud Ahmadineyad. 

## Formación
Nacido en Isfahán en 1946, Mohammad Saidikiá realizó estudios universitarios de Matemáticas y, tras licenciarse, cursó una maestría de Ingeniería civil en la Universidad Tecnológica Amir Kabir de Teherán.

## Carrera política
Tras presidir el Instituto de Urbanismo en los primeros años tras la revolución islámica, Mohammad Saidikiá accedió a su primer cargo de ministro en Transportes con el primer ministro Mir Hosein Musaví, entre 1985 y 1989, puesto que mantuvo tras la reforma de la Constitución de Irán de 1989 y durante el primer mandato presidencial de Akbar Hashemí Rafsanyaní, hasta 1993.
El presidente reformista Mohammad Jatamí lo designó como ministro de la Yihad de la Construcción en 1997, cargo que abandonó en 2000 para ejercer desde entonces y hasta 2005 como consejero presidencial del mismo Jatamí.
Mahmud Ahmadineyad, elegido presidente de Irán en 2005, designó a Saidikiá como ministro de Vivienda y Urbanismo, obteniendo la aprobación del parlamento con un relativamente elevado número de votos (222 de 284). Su ejercicio terminó en 2009. En enero de 2010 fue designado como vicepresidente de la Compañía de Petróleos Pars.
En 2013, Saidikiá presentó su candidatura para la elección presidencial, pero ésta fue rechazada el 22 de mayo por el Consejo de Guardianes.